# Skobelevo (distrikt i Bulgarien, Stara Zagora)
Skobelevo (bulgariska: Скобелево) är ett distrikt i Bulgarien.   Det ligger i kommunen Obsjtina Pavel Banja och regionen Stara Zagora, i den centrala delen av landet, 150 km öster om huvudstaden Sofia.
Trakten runt Skobelevo består till största delen av jordbruksmark. Runt Skobelevo är det ganska tätbefolkat, med 62 invånare per kvadratkilometer.